# رينيه دودا
رينيه دودا (6 ديسمبر 1996 بسلوفاكيا - ) هو لاعب كرة قدم سلوفاكي في مركز الوسط. لعب مع نادي بودبريزوفا.

## وصلات خارجية
- رينيه دودا على موقع قاعدة بيانات كرة القدم.إي يو (الإنجليزية)
- رينيه دودا على موقع Soccerway.com (الإنجليزية)